# Mam się świetnie
Mam się świetnie – drugi studyjny album poznańskiego rapera Shelleriniego, którego premiera odbyła się 20 maja 2016 roku. Wydawnictwo ukazało się nakładem wytwórni płytowej Szpadyzor Records.
Gościnnie na płycie udzielili się Ero, Donguralesko oraz Słoń. Za produkcję poszczególnych utworów odpowiedzialni są The Returners, Donatan, soSpecial, SherlOck, Stu Bangas i Dee Metto. Ponadto scratche wykonali The Returners, DJ Decks, a także DJ Soina.
Do utworów „Stamina”, „Już nie wczoraj”, „Gom Dżabbar” oraz „Buzdygan” powstały teledyski. Ostatni z nich powstał w technice 360°.

## Lista utworów
Źródło.
1. „Stamina” (produkcja, scratche: The Returners)
2. „Gom Dżabbar” (produkcja: Donatan, scratche: The Returners)
3. „Z samym sobą” (produkcja, scratche: The Returners)
4. „Buzdygan” (gośc. donGuralesko, Ero, produkcja, scratche: The Returners)
5. „Drugi oddech” (produkcja: soSpecial, scratche: DJ Decks)
6. „Już nie wczoraj” (produkcja: SherlOck, scratche: The Returners)
7. „Z hałasu i chaosu” (gośc. Słoń, produkcja, scratche: The Returners)
8. „Jamyoni” (produkcja, scratche: The Returners)
9. „Ekwilibr” (produkcja: soSpecial, scratche: DJ Soina)
10. „Szary proch” (produkcja, scratche: The Returners)
11. „Kawa i papierosy” (produkcja, scratche: The Returners)
12. „Z hałasu i chaosu” (gośc. Słoń, produkcja: Stu Bangas, scratche: The Returners)
13. „Stamina” (produkcja: Dee Metto, scratche: The Returners)